# Vellescot
Vellescot település Franciaországban, Territoire de Belfort megyében. Lakosainak száma 250 fő (2022. január 1.). Vellescot Chavannes-les-Grands, Boron, Bretagne, Florimont és Grosne községekkel határos.

## Népesség
A település népessége az elmúlt években az alábbi módon változott:
| Lakosok száma | 266  | 268  | 267  | 255  | 248  | 243  | 243  | 244  | 250  |
|               | 2013 | 2015 | 2016 | 2017 | 2018 | 2019 | 2020 | 2021 | 2022 |